# Горазд Европейски
Горазд (на македонска литературна норма: Горазд) е духовник на Македонската православна църква, струмишки, брегалнишки и европейски митрополит (1971 – 2006).

## Биография
Роден е в 1934 година в кумановското село Стрезовце, Кумановско, тогава в Кралство Югославия, днес в Северна Македония със светското име Боголюб Димитриевич (на сръбски: Богољуб Димитријевић), по-късно Димитриевски (на македонска литературна норма: Богољуб Димитриевски). Основно образование завършва в родното си село. Средно богословско училище завършва в манастира Раковица край Белград. Завършва Богословския факултет на Белградския университет в 1964 година. След дипломирането си работи като чиновник в Македонската архиепископия в Скопие, която по това време е в каноническо единство със Сръбската православна църква. Енорийски свещеник е в църквите „Света Петка“ и „Свети Георги“ в Скопие.
Замонашен е в манастира „Свети Георги“ в Криви дол в Скопие. Без монашески стаж на 24 юни 1977 година в църквата „Свети Димитър“ е ръкоположен за злетовско-струмишки митрополит с катедра в Щип. Интронизиран е на 26 юли 1977 година. От Струмица е изгонен от паството, обвинен в злоупотреби с пари. Връща се в Скопие.
В 1989 година от Злетовско-струмишката се основават отделно две епархии: Брегалнишка, начело с митрополит Стефан и Струмишката, начело с митрополит Горазд..
На 25 август 1995 година с решението от редовното заседание на Светия Синод на МПЦ става пръв митрополит Европейски.
На 6 април 2006 година излиза в пенсия, но му остава титлата „почетен митрополит европейски“.
На 24 юни 2007 година в църквата „Свети Димитър“ в Скопие е отслужена архиерейска Божествена литургия в чест на 30 години на епископството на митрополит Горазд, която е извършена от митрополит Горазд в съслужение с митрополитите Пимен Европейски и Иларион Брегалнишки в присъствието на архиепископ Стефан Охридски и Македонски.